# ارسی‌ها
اُرسی‌ها (انگلیسی: Aorsi) از اقوام باستانی ایرانی‌تبار بودند که بخشی از گروه سَرمَت (سَلم‌ها) به‌شمار می‌آمدند.
ارسی‌ها از سده یکم پیش از میلاد تا سده یکم پس از میلاد در رویدادهای تاریخی جلگهٔ پُنتی-خزری نقش مهمی ایفا کردند.
قوم ایرانی اَلانان را معمولاً نوادگان ارسی‌ها می‌دانند. ارسی‌ها را معمولاً ساکنان و تشکیل‌دهندگان مملکت پهندشت (یانچای) در استپ اوراسیا می‌دانند که در تواریخ کهن چین ذکر شده‌است.
باور بر این است که ارسی‌ها و یک ایل دیگر خویشاوند با آن‌ها یعنی سیراک‌ها در خلال اواخر سده پنجم پیش از میلاد از آسیای میانه به نواحی شمال و غرب دریای خزر مهاجرت کرده بودند. گفته می‌شود زیستگاه ارسی‌ها از سوی شرق تا کوه‌های آرال امتداد می‌یافته‌است. مهم‌ترین منبع هم‌دوره با آن‌ها که در مورد این قوم اطلاعاتی داده جغرافی‌دان یونانی، استرابو است که محل سکونت ارسی‌ها را در شمال شرق سیراک‌ها ذکر کرده‌است. سیراک‌ها بین دریای آزوف و دریای خزر نشیمن داشتند. در قسمت‌های شرقی‌تر شاخه‌ای به نام «ارسی‌های بالا» می‌زیستند که بزرگ‌ترین ناحیه را در دست داشتند و به گفته استرابو گروه چیره در کرانه‌های خزر بودند و قومی پرشمار بودند.